# Hallandale Beach
Hallandale Beach város az Amerikai Egyesült Államok Florida államában, Broward megyében. 

## Népesség
A település népességének változása: